# Xã McArthur, Quận Logan, Ohio
Xã McArthur (tiếng Anh: McArthur Township) là một xã thuộc quận Logan, tiểu bang Ohio, Hoa Kỳ. Năm 2010, dân số của xã này là 2.016 người.